# Parco delle scimmie di Jigokudani
Il parco delle scimmie di Jigokudani (地獄谷野猿公苑?, Jigokudani Yaen Kōen)  è situato a Yamanouchi nella prefettura di Nagano in Giappone. Fa parte del parco nazionale di Jōshin'etsu-kōgen (?, Shigakogen) e si trova nella valle del fiume Yokoyu, nella parte settentrionale della prefettura. L'appellativo Jigokudani, che significa "Valle dell'Inferno", è dovuto al vapore e all'acqua bollente che fuoriesce da piccole fessure nel terreno ghiacciato, circondato da ripide scogliere e foreste tremendamente fredde e ostili.
Le frequenti e abbondanti nevicate (la neve copre il terreno per quattro mesi all'anno), un'altitudine di 850 m (2 800 ft), e l'essere accessibile solo attraverso uno stretto sentiero di 2 km (1,2 mi) in mezzo alla foresta, lo tengono spesso lontano dai visitatori nonostante sia relativamente noto. 
È famoso per la sua massiccia popolazione di macachi giapponesi selvatici (Macaca fuscata), conosciuti più comunemente come scimmie delle nevi, che scendono a valle durante l'inverno, alla ricerca di cibo in altre zone del parco nazionale durante i mesi più caldi. Le scimmie scendono dalle ripide scogliere e dalla foresta per sedersi nelle acque calde dell'onsen (sorgenti calde), e la sera tornano al riparo nelle foreste. 
Tuttavia, poiché le scimmie vengono sfamate dagli addetti al parco, si trovano nell'area delle sorgenti termali per tutto l'anno e visitando il parco in qualsiasi stagione è possibile osservarne a centinaia.
Jigokudani non è il punto più a nord in cui vivono le scimmie. La penisola di Shimokita si trova nella parte settentrionale dell'isola di Honshū; la zona nord-ovest della penisola, latitudine +41° 31' e longitudine +140° 56', circa 500 km (310 mi) a nord di Jigokudani, rappresenta il limite settentrionale dell'habitat del macaco giapponese. Nessun primate (non umano) potrebbe vivere in un clima così freddo.

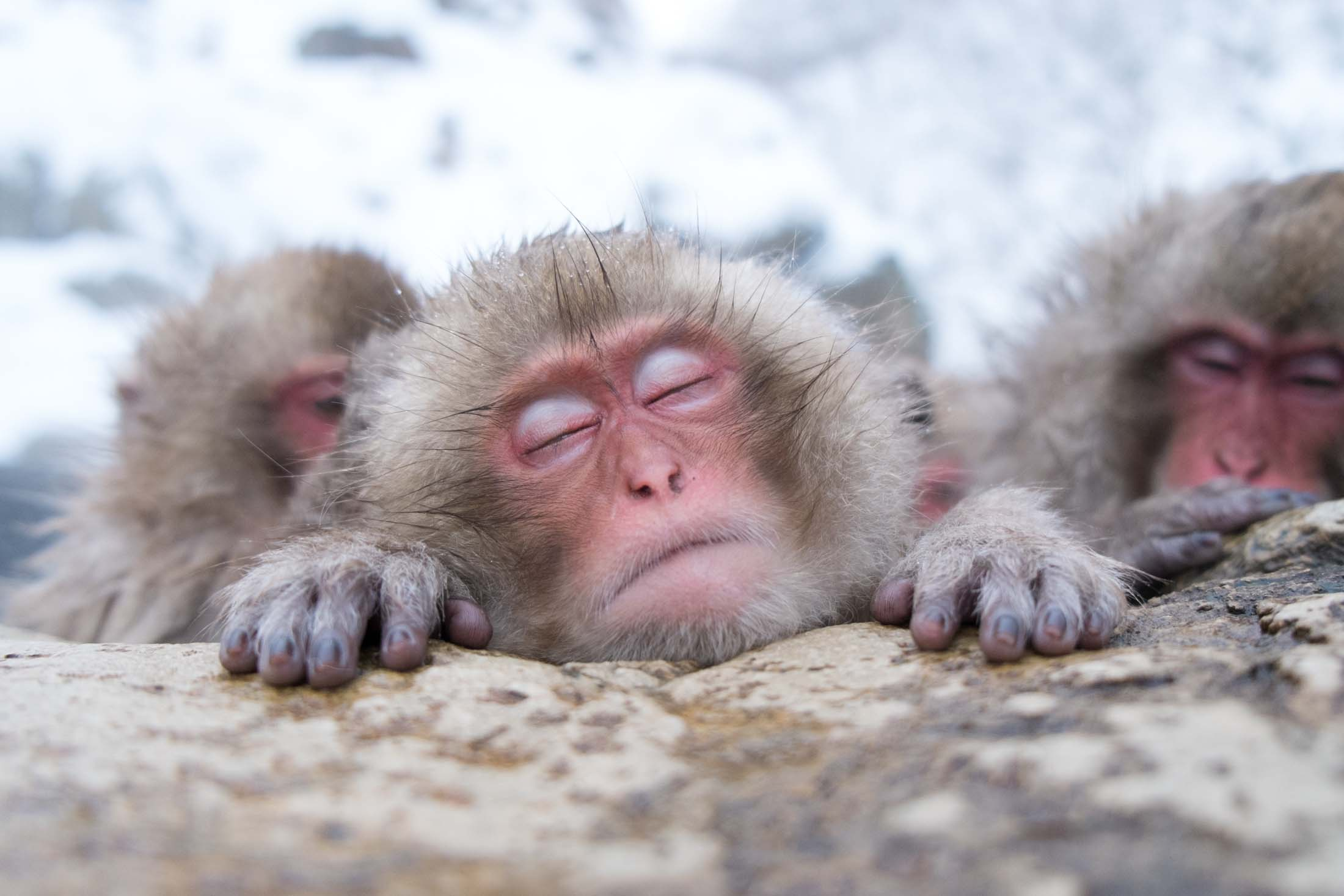
Cucciolo di scimmia delle nevi nella sorgente calda

## Galleria d'immagini

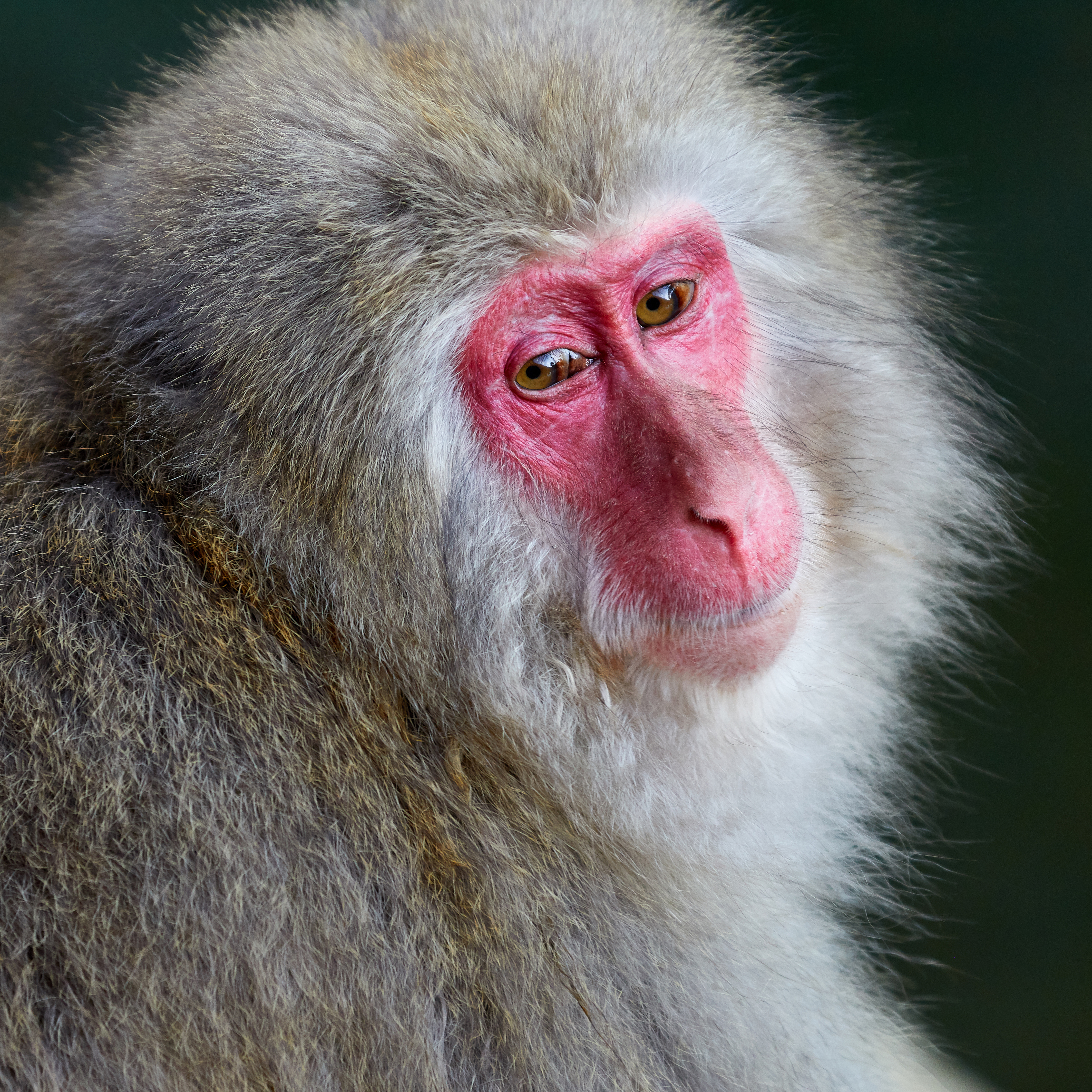
Profilo di un macaco giapponese nel parco delle scimmie di Jigokudani
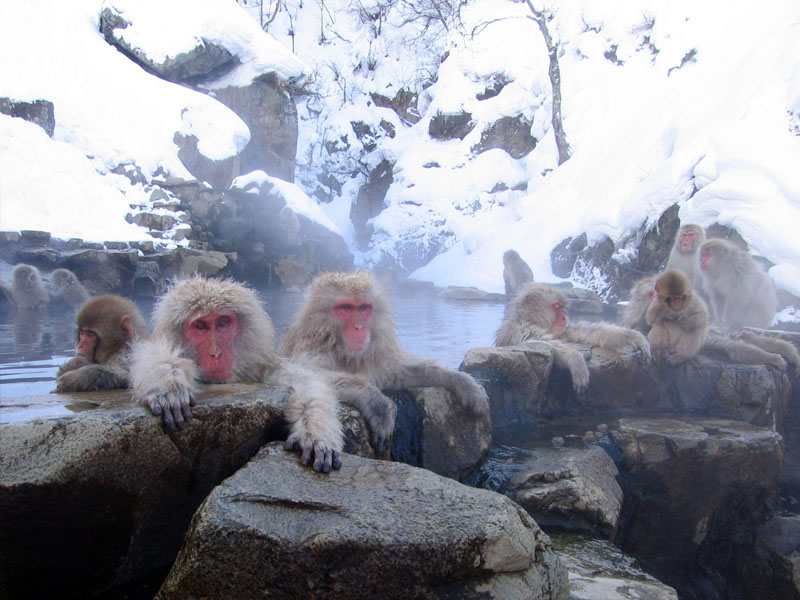
Macachi che si rilassano in un onsen nel parco delle scimmie di Jigokudani
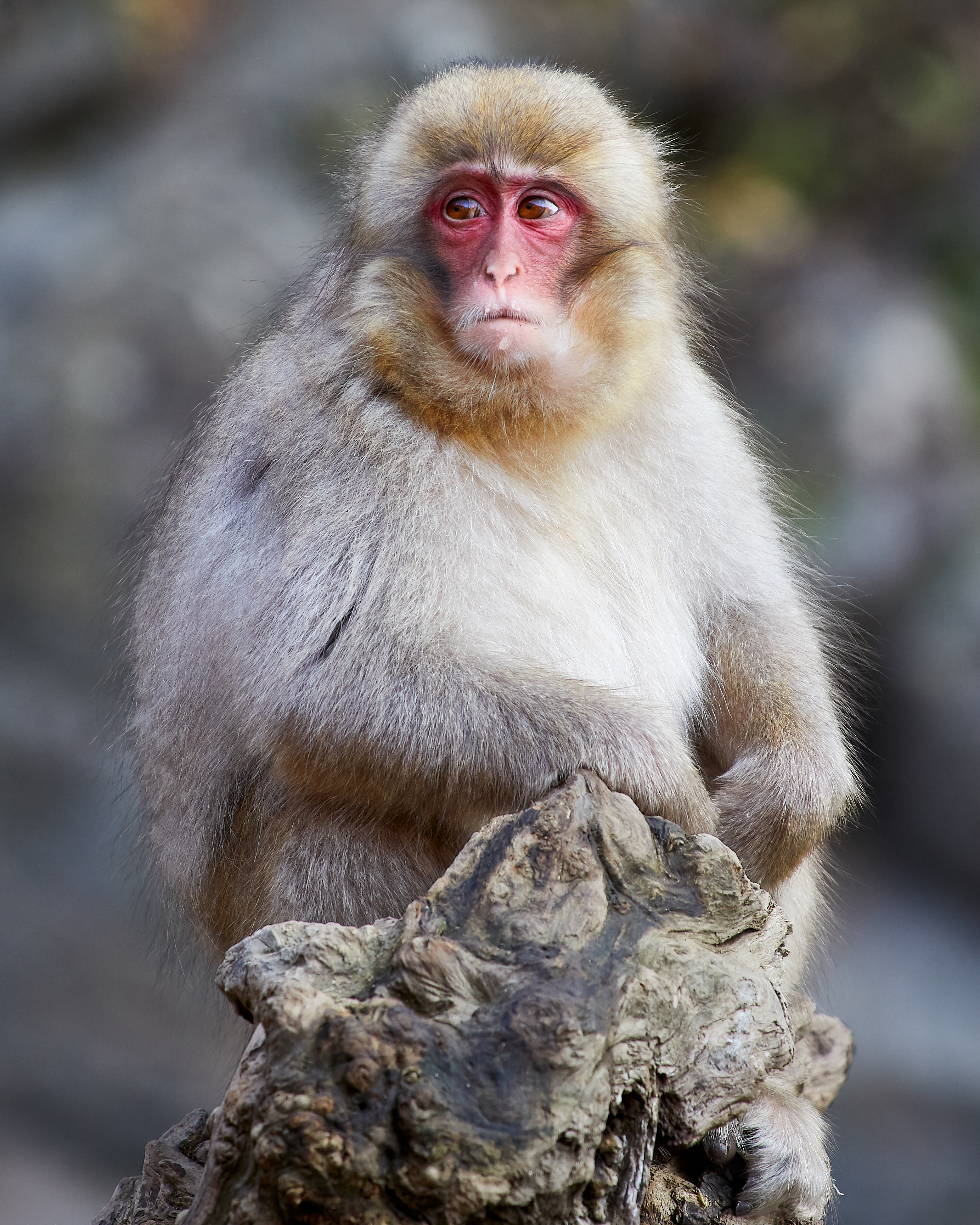
Giovane macaco giapponese nel parco delle scimmie di Jigokudani
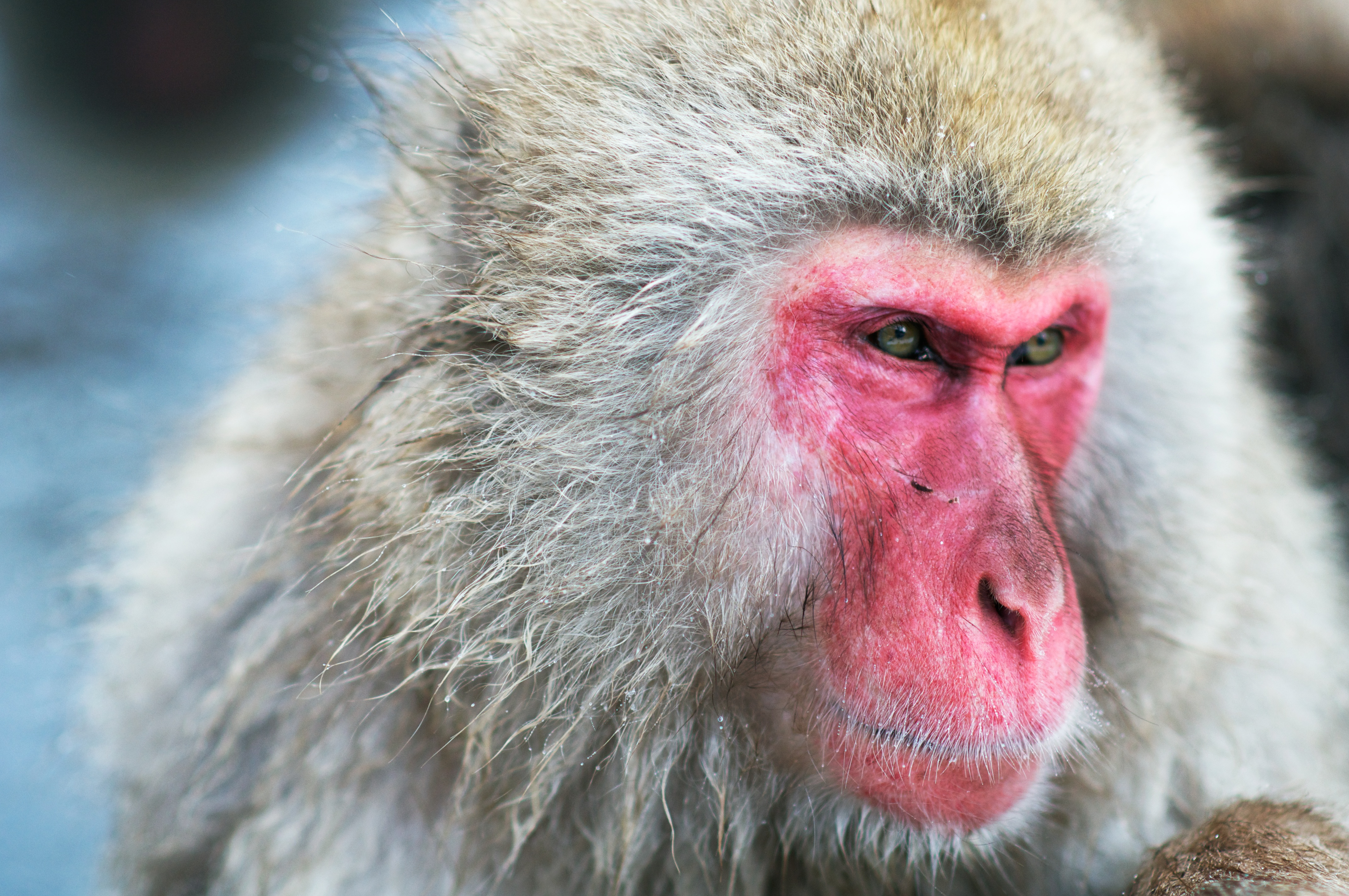
Un maschio alfa del parco delle scimmie di Jigokudani
- Macachi giapponesi che si prendono cura l'uno dell'altro (video)